# Pernilla Augustová
Pernilla Augustová, rodným jménem Mia Pernilla Hertzman-Ericsonová (* 13. února 1958 Stockholm) je švédská herečka, režisérka a scenáristka. Jejím prvním manželem byl spisovatel Klas Östergren a druhým manželem dánský režisér Bille August. Má tři dcery, prostřední Alba Augustová je herečkou Městského divadla v Malmö.
Je vnučkou spisovatelky Gurli Hertzman-Ericsonové. Debutovala ve filmu v roce 1975, kdy jí režisér Roy Andersson svěřil epizodní roli ve filmu Giliap. Vystudovala stockholmskou hereckou akademii a od roku 1985 byla členkou souboru Královského dramatického divadla. Hrála ve filmech Lasseho Hallströma, Bo Widerberga a Vilgota Sjömana, v roce 1982 vytvořila roli chůvy Maj ve filmu Ingmara Bergmana Fanny a Alexandr. V roce 1992 ztvárnila Bergmanovu matku v životopisném filmu S nejlepšími úmysly, který režíroval Bille August – za tuto roli získala cenu Zlatohlávek a cenu pro nejlepší herečku na festivalu v Cannes. Hlavní roli ztvárnila v televizním filmu Soukromé rozhovory, který natočila Liv Ullmannová podle scénáře Ingmara Bergmana. V roce 1999 obdržela Zlatohlávka za vedlejší úlohu ve filmu Där regnbågen slutar. Hrála Pannu Marii v americkém filmu Marie, matka boží a Shmi, matku Dartha Vadera, ve filmech George Lucase Star Wars: Epizoda I – Skrytá hrozba a Star Wars: Epizoda II – Klony útočí.
V roce 2005 režírovala svůj první krátkometrážní film Časovaná bomba, za film Na druhé straně získala v roce 2010 Zlatohlávka za nejlepší scénář a režii, cenu kritiků na Benátském filmovém festivalu a nominaci na Oscara za nejlepší cizojazyčný film. Je rovněž jedním z režisérů dánského televizního seriálu Dědictví.
Je nositelkou vyznamenání Litteris et Artibus a divadelní Ceny Eugene O'Neilla. V roce 2007 byla členkou poroty Mezinárodního filmového festivalu v San Sebastiánu.
V letech 2021 až 2024 ztvárnila roli švédské královny Kristiny v seriálu Mladá modrá krev streamovací platformy Netflix. 